# Musée de la préhistoire de Valence
 (janvier 2023).
Si vous disposez d'ouvrages ou d'articles de référence ou si vous connaissez des sites web de qualité traitant du thème abordé ici, merci de compléter l'article en donnant les références utiles à sa vérifiabilité et en les liant à la section « Notes et références ».
Le musée de la préhistoire de Valence (Museo de Prehistoria de Valencia) est un musée de la ville de Valence (Espagne) qui expose des vestiges archéologiques couvrant une période allant du Paléolithique aux Wisigoths.
Il occupe depuis 1982 une partie du centre culturel la Beneficiencia, ancienne maison de bienfaisance construite en 1841 et qui comprend une église de style byzantin de 1881.
En 1995, la restauration complète de l'édifice a commencé, menée par l'architecte Rafael Rivera. La Casa de la Beneficencia, actuel musée de la Préhistoire, comporte un rez-de-chaussée et deux étages disposés autour de 5 patios. Au rez-de-chaussée se trouvent la boutique, la cafétéria, deux salles d'expositions temporaires, des ateliers didactiques, des entrepôts et des laboratoires de restauration et de faune quaternaire, ainsi que les bureaux et les dépendances du Service d'investigation préhistorique ; l'église se transforme en salle polyvalente. Au premier étage se trouvent la bibliothèque et les salles permanentes concernant le Paléolithique, le Néolithique, et l'âge du bronze. Au deuxième étage se trouvent les salles permanentes consacrées à la culture ibérique et au Monde romain.

## Le Service d'investigation préhistorique

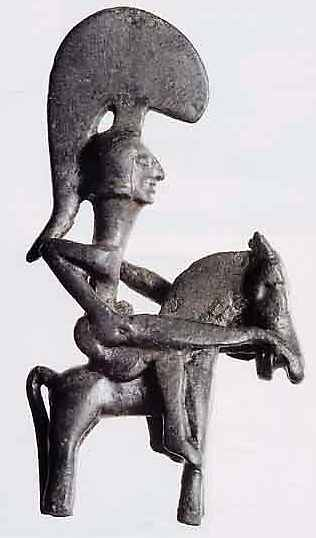
Le guerrier de Moixent, pièce ibérique appartenant au musée de la préhistoire de Valence.

Le Service d'Investigation Préhistorique de Valence (es) et son musée de Préhistoire ont été créés en 1927 à la requête d'Isidro Ballester Tormo (es), en tant qu'institution scientifique vouée à l'étude, la conservation et la défense du patrimoine archéologique valencien. Certains des plus remarquables archéologues espagnols y ont travaillé : c'est le cas de Lluís Pericot, Domingo Fletcher (es) ou Enrique Pla (es), qui dirigèrent le SIP, ou Miquel Tarradell, Milagro Gil-Mascarell (es) ou Carmen Aranegui, qui ont collaboré étroitement avec ce service. Depuis ses débuts, le SIP fournit un grand travail de terrain sur les gisements archéologiques comme La Bastida de les Alcusses de Moixent, la Cova Negra de Xàtiva, la Cueva del Parpalló de Gandia ou la colline de Saint Michel (es) de Llíria. Les matériaux mis au jour lors de ces excavations ont vite constitué des fonds dont la valeur scientifique et patrimoniale ont fait du musée du SIP l'un des plus importants d'Espagne.
Actuellement, les projets de recherche regroupent toutes les étapes de la Préhistoire et de l'Antiquité valencienne, avec des actions importantes comme celle développée à la grotte de Bolomor (à Tavernes de la Valldigna) qui a livré les restes humains les plus anciens des terres valenciennes. Des fouilles sont aussi réalisées dans les gisements énéolithiques de Fuente Flores et Cinto Mariano (« ceinture Mariano », Requena), dans le village de l'âge du bronze de la Lloma de Betxí (Paterna) dans les villages ibériques de la Bastide des Alcuses et Los Villares (à Caudete de las Fuentes), ainsi que dans la ville ibéro-romaine de la Carencia (Turís).

### Publications
Le travail de recherche et d'étude du SIP se traduit par la diffusion des résultats obtenus au moyen de ses publications scientifiques, en éditant la revue du SIP, Archivo de Prehistoria Levantina, et la série de monographies Serie de Trabajos Varios, en plus des catalogues d'expositions réalisées par le SIP, des brochures, des livres de didactique, des monographies, etc.